# Vendetta (jogo eletrônico)
Vendetta, também conhecido no Japão como Crime Fighters 2(クライムファイターズ2), foi lançado em 1991 pela Konami, como um jogo Beat 'em up de Fliperama. Ele é sequência para o jogo Crime Fighters de 1989, também da Konami.

## História
No jogo existe uma gangue conhecida como The Cobras, com cinco membros:  Blood (ex-lutador, com uma semelhança passageira com Mike Tyson), Hawk (ex-profissional de luta livre, com forte semelhança com o Hulk Hogan), Boomer (um artista marcial, possivelmente com base em Jean Claude Van Damme), Sledge (um militar ex-presidiário com o passar semelhança com Mr. T), e Kate, a dama em perigo. Esta última foi raptada por outra gangue, a Dead End, liderada por Faust, que domina Dead End City e quer expandir o seu território. Os quatro homens da gangue partem para salvá-la e lutam contra os inimigos que são enviados contra eles.

## Chefes da gangue Dead End
- Buzzsaw Bravado: Um cruel punk moicano que veste uma jaqueta de couro preto e carrega uma serra elétrica.
- Joe Ohsugi: Um homem Nipo-americano que carrega uma kusari-gama e estrelas ninja. Seu nome é inspirado no mestre de artes marciais Sho Kosugi. A luta acontece em uma construção na cidade.
- Missing Link: Um monstruoso e informe gigante com barba e dreadlocks escondendo seu rosto. Seus pulsos e peito são enfeitados com correntes de ferro.
- The Rude Brothers: Dois irmãos gêmeos que são donos de um casidno no subúrbio de Dead End City. O maior dos dois irmãos é um pugilista, enquanto o menor (Freddy the Freak) é um acrobata especializado em lutas com facas. Trabalham em equipe sempre que possível.
- Kruel Kurt: Um assassino careca que vaga o distrito da enseada com um barco. Sua arma preferida é uma âncora de metal pesado. Seu estilo de luta lembra o do Buzzsaw Bravado's.
- Faust: O líder supremo da gangue Dead End. Ele gosta de soprar uma poeira verde nos olhos de seus inimigos para incapacita-los, e em seu esconderijo ele possui uma metralhadora que usa contra os intrusos quando consegue chegar até ela.

## Censura
Vendetta foi censurado em seu lançamento fora da Ásia para retirar um inimigo vestido com roupas de coro que agarrava o personagem e simulava atos sexuais e lambia ele.

## Ligações Externas
Review do jogo Vendetta